# Шатов, Николай Степанович
Никола́й Степа́нович Ша́тов (29 апреля 1901, Шатово Котельнического уезда Вятской губернии — 1 августа 1946, Москва) — полковник РККА, затем подполковник ВС КОНР.

## Биография
Родился в русской семье крестьян-середняков. В 1913 окончил сельскую школу в селе Гостево, в 1915 окончил два класса высшего начального училища в Котельниче. Участник Гражданской войны, в РККА с 23 марта 1919, добровольно вступил стрелком в 1-й армейский запасной полк в Вятке. Член ВКП(б) с 1928 или 1929.
В начале Великой Отечественной войны являлся начальником артиллерийского снабжения (заместителем начальника артиллерии округа по артиллерийскому снабжению) Северо-Кавказского военного округа. Во второй половине октября 1941 года Н. С. Шатова вызвали в штаб Северо-Кавказского военного округа к маршалу Г. И. Кулику, приехавшему инспектировать в связи с прорывом немцев к Таганрогу, где приказали доложить об обеспечении вооружением двух только что сформированных дивизий и о срочной эвакуации артиллерийских складов. Кулик обвинил Шатова во вредительстве, а когда тот начал оправдываться, выхватил пистолет, после чего избил в присутствии других офицеров и выгнал.
Шатов дезертировал и целый месяц укрывался в Ростове, затем пришёл в уже оккупированный немцами Таганрог и 29 ноября 1941 сдался. Был помещён в Хаммельбургский лагерь в июле 1942. Вскоре вступил в «РТНП» и стал председателем комитета, являлся инспектором управления пропаганды КОНР. С 26 июня 1944 на службе в РОА, с ноября того же года инспектор артиллерийского отдела штаба ВС КОНР. 9 мая вместе со штабом сдался представителям 26-й пехотной дивизии. До конца августа 1945 содержался в лагерях военнопленных, и в сентябре выдан американцами советской администрации и помещён в лагерь № 292 ОКР «СМЕРШ».
Перевезён в Москву, в конце марта 1946 признал себя виновным во всех предъявленных обвинениях. По приговору ВКВС СССР в ночь на 1 августа того же года повешен во дворе Бутырской тюрьмы.